# 아이티엠 엔터테인먼트의 음반
이 문서는 아이티엠 엔터테인먼트에서 발매한 음반 목록이다.

## 2000년대
- 2008년 4월 4일 나비 - [Digital Single] I Luv U
- 2009년 4월 7일 나비 - [Digital Single] 마음이 다쳐서
- 2009년 8월 13일 나비 - [Digital Single] 눈물도 아까워

## 2010년대
- 2010년 6월 21일 나비 - [Digital Single] 우리 정말 사랑했어요
- 2010년 8월 18일 나비 - [Digital Single] 끝까지 들어
- 2010년 10월 22일 나비 - [Digital Single] 신승훈 20th Anniversary With 나비, 알리, 탐탐 Vol. 3[1]
- 2011년 1월 19일 나비 - Hello
- 2011년 3월 17일 나비 - 49일 OST Part.2[2]
- 2011년 7월 1일 나비 - [Digital Single] 다이어리
- 2011년 10월 26일 노을 - 그리움
- 2011년 11월 1일 나비 - 포세이돈 OST Part.5
- 2011년 11월 4일 나비 - TV 방자전 OST
- 2011년 12월 5일 노을 - 빠담빠담 OST Part.1
- 2011년 12월 7일 나비 - 왔어 왔어 제대로 왔어 OST Part.1
- 2011년 12월 28일 노을 - 사랑의 리퀘스트 OST Part.2
- 2012년 2월 29일 강균성 - [Digital Single] 곽태훈 프로젝트 앨범 4th[3]
- 2012년 3월 2일 나비 - The Romantic OST Part.3
- 2012년 3월 30일 나비 - [Digital Single] Together Forever Vol.2
- 2012년 4월 19일 노을 - [Digital Single] 떠나간다[4]
- 2012년 6월 18일 노을 - 사랑이라면 - 빅 OST
- 2012년 9월 26일 나비 - Real Love
- 2012년 10월 30일 노을 - [Digital Single] 여인
- 2012년 11월 6일 노을 - Time For Love
- 2012년 12월 11일 노을 - [Digital Single] 반창꼬
- 2013년 2월 20일 노을 - 아이리스 2 OST Part.2
- 2013년 4월 9일 이상곤 - 구가의 서 OST Part.2
- 2013년 5월 13일 강균성 - [Digital Single] CLEF Project 1/4[5]
- 2013년 6월 3일 나비 - [Digital Single] 영원히 그리고 하루만 더 (우리 결혼했어요 세계판 OST Part 4)
- 2013년 6월 19일 나성호 - [Digital Single] 밤마다 기도했죠[6]
- 2013년 8월 6일 노을 - 불의 여신 정이 OST Part.2
- 2013년 9월 5일 나비 - [Digital Single] 집에 안갈래
- 2013년 10월 2일 나비 - 비밀 OST Part.1
- 2013년 11월 13일 노을 - [Digital Single] 밤이 오는 거리
- 2013년 11월 27일 노을 - 흔적
- 2013년 12월 9일 나비 - 빠스껫볼 OST Part.4
- 2013년 12월 17일 전우성 - [Digital Single] 이단옆차기 프로젝트 Vol.4[7]
- 2013년 12월 20일 소울 스테이지 - [Digital Single] 들어주기를
- 2014년 1월 9일 나비 - 후유증 OST Part.1
- 2014년 1월 22일 소울 스테이지 - [Digital Single] 이 노래가 끝날 때까지
- 2014년 3월 11일 나비 - [Digital Single] 해도 해도 너무했어
- 2014년 4월 2일 전우성 - The Man:With You
- 2014년 4월 3일 소울 스테이지 - [Digital Single] 이별 끝
- 2014년 11월 12일 나비 - [Digital Single] 첫눈예보
- 2014년 12월 20일 나비 - 가족끼리 왜 이래 OST Part.3
- 2015년 1월 6일 나비 - Real Story
- 2015년 4월 30일 나비 - [Digital Single] 잘지내니
- 2015년 6월 4일 나비 - [Digital Single] 음악에 미쳐서
- 2015년 6월 25일 나비 - 가면 OST Part.5
- 2015년 8월 7일 나비 - [Digital Single] 여름밤에
- 2015년 11월 18일 나비 - [Digital Single] 그리워 말아요
- 2016년 1월 20일 나비 - [Digital Single] 눈물바다
- 2016년 3월 30일 나비 - [Digital Single] 달라졌어
- 2016년 9월 1일 나비 - W OST Part.8